# Cireșanu
Cireșanu – wieś w Rumunii, w okręgu Prahova, w gminie Baba Ana. W 2011 roku liczyła 776 mieszkańców.